# Пчелкино (Костромская область)
Пчелкино — деревня в Расловском сельском поселении Судиславского района Костромской области России.

## География
Деревня расположена на реке Кохталка.

## История
Рядом с деревней находилась усадьба с господским домом, парком и прудами, которая в 1777 году принадлежала Николаю Дмитриевичу Бутакову, родственнику адмирала Г. И. Бутакова.
Согласно Спискам населенных мест Российской империи в 1872 году сельцо Пчелкино относилось к 1 стану Костромского уезда Костромской губернии. В нём числилось 10 дворов, проживало 49 мужчин и 60 женщин.
В 1888 году находившуюся рядом с деревней усадьбу Бутаковы продали В. П. Шулепникову, который приходился племянником революционерке, члену партии «Народная воля» Варваре Васильевне Щулепниковой, сосланной в Сибирь за организацию террористических актов.
Согласно переписи населения 1897 года в деревне проживало 116 человек (54 мужчины и 62 женщины). В усадьбе Пчелкино при этом проживало 9 человек (4 мужчины и 5 женщин).
Согласно Списку населенных мест Костромской губернии в 1907 году деревня относилась к Шишкинской волости Костромского уезда Костромской губернии. По сведениям волостного правления за 1907 год в ней числилось 30 крестьянских дворов и 143 жителя. Основными занятиями жителей деревни, помимо земледелия, были заводской отхожий промысел и плотницкий промысел. В усадьбе Пчелкино числился 1 двор и 4 жителя.
В 1917 году усадьба Пчелкино принадлежала зажиточному крестьянину Кузнецову.
До муниципальной реформы 2010 года деревня входила в состав Грудкинского сельского поселения Судиславского района.

## Известные жители
В деревне родился и умер Александр Николаевич Бутаков — генерал-майор по адмиралтейству, директор Департамента корабельных лесов, писатель и переводчик.
В деревне родился Иван Николаевич Бутаков — вице-адмирал.

## Население
| 1872 | 1897 | 1907 | 2008 | 2010 | 2014 |
| ---- | ---- | ---- | ---- | ---- | ---- |
| 109  | ↗116 | ↗143 | ↘0   | →0   | →0   |

## Комментарии
1. ↑  Название «Пчелкино» приведено в соответствии с законом Костромской области от 22 октября 2009 года № 626-4-ЗКО. Дата обращения: 5 мая 2015. Архивировано 13 октября 2013 года.